# Ribes procumbens
Ribes procumbens là một loài thực vật có hoa trong họ Grossulariaceae. Loài này được Pall. miêu tả khoa học đầu tiên năm 1788.